# Nepenthes
Pour l’article homonyme, voir Nepenthes Planum.
Genre
Classification phylogénétique
Répartition géographique
Le genre  Nepenthes   regroupe des espèces de plantes carnivores à pièges passifs de la famille des Népenthacées.
Ce sont des plantes de climat tropical humide qui complètent leurs apports nutritifs en piégeant les insectes dans des dispositifs en forme d'urne emplie d'un liquide dans lequel ils se noient. Une centaine d'espèces ont déjà été recensées. Ces curiosités botaniques connaissent un succès grandissant au XIXe siècle, avec l'essor des serres décoratives en occident et l'émulation entre collectionneurs qui acclimatent progressivement de nombreuses espèces à ce mode de culture sous abris.
Certaines espèces de plantes carnivores de la famille des Nepenthes ont évolué pour se nourrir d'excréments d'animaux plutôt que d'insectes. Une étude récente a révélé que ces plantes Nepenthes qui se nourrissent d'excréments absorbent deux fois plus d'azote, ce qui leur permet de fixer beaucoup plus d'azote et d'obtenir plus de nutriments. Cette tactique est particulièrement utile pour les plantes poussant dans les régions tropicales de haute altitude où les insectes proies sont rares.

## Étymologie
Nepenthes, qui dérive de l'adjectif grec ancien νηπενθής / nêpenthês (formé à partir du préfixe négatif "νη-" / nê, non, et du nom πένθος / pénthos, « tristesse ; chagrin »), littéralement « pas de tristesse », désigne chez Homère la boisson (de) que Pâris donna à boire à Hélène après son enlèvement pour lui faire oublier son pays natal. Les femmes de la ville égyptienne de Thèbes passaient pour détenir le secret de sa composition.
Les apothicaires chimistes du XVIIe siècle, comme Joseph du Chesne, Jean Béguin ou Angelo Sala avaient l'habitude de nommer indifféremment Laudanum ou Nepenthes, une préparation à base d'opium,,. Le Laudanum ou Nepenthes plus excellent que celuy d'Homere de Jean Béguin est à base d'opium et de jusquiame « tirée selon l'art avec l'esprit de vin [eau-de-vie], rendu acide par l'esprit de vitriol [acide sulfurique] ou le soufre », de la teinture de safran et de corail, de l'ambre..(Tyrocinium chymicum). Dans la pharmacologie « moderne », les pilules de népenthès contenaient de la jusquiame, de la myrrhe et de l'opium.

## Morphologie
Ce sont des plantes à tige ligneuse de longueur variable (20 cm à 20 m), grimpantes, prenant appui sur un arbre (épiphytes) ou couchées sur le sol.
Les fleurs sont dioïques, petites, groupées en panicules ou en épis terminaux, et sans intérêt par rapport aux feuilles à forme très particulière.
Les feuilles sont alternes, ovales, lancéolées, et leur limbe (prolongement de la nervure de la feuille) vrillé forme à leur extrémité une urne membraneuse ou ascidie surmonté d'un opercule. Les ascidies, qui sont les pièges de la plante, renferment un peu de liquide sucré et acidulé sécrété par leurs parois, sur lequel surnagent quelques cadavres d'insectes. Ce liquide passe encore en Orient pour être efficace contre de nombreuses maladies.
La partie supérieure de l'urne comporte une couche de cire épicuticulaire, organisée autour de stomates modifiés, les lunates cells. Cette cire, organisée en paillettes acérées, possède un fort pouvoir de contamination des systèmes d'adhésion des insectes (les pulvilli). Au contact des pattes d'insectes, cette cire se transforme en une pâte amorphe, qui déstabilise l'insecte et le fait glisser vers la partie digestive.
L'urne est surmontée d'un couvercle (l'opercule) qui fait office de parapluie.
Les fleurs en grappes sont nombreuses et petites et sont généralement de couleur verdâtre ou brune.

## Distribution géographique

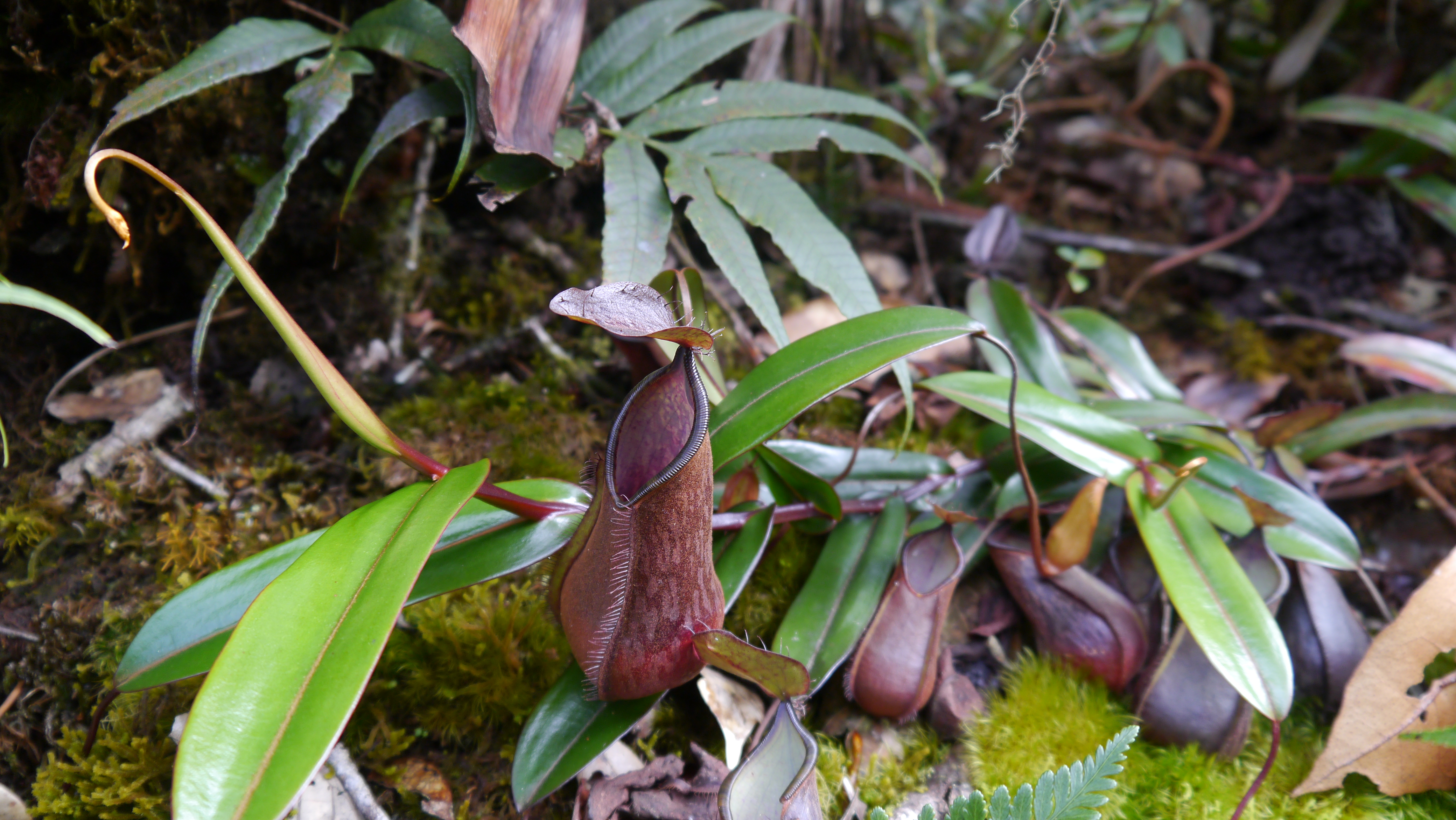
Nepenthes tentaculata, Mont Kinabalu, Sabah, Malaisie

On retrouve le genre Nepenthes dans la zone intertropicale humide de l'« ancien monde ». Il est présent à l'intérieur du triangle formé par Madagascar, le Khasi indien (montagnes de l'État du Meghalaya), et la Nouvelle-Calédonie.
Il existe plus d'une centaine d'espèces décrites et de très nombreux hybrides, naturels et horticoles. Les Philippines ainsi que les îles de Sumatra et de Bornéo forment le centre de diversité du genre, concentrant le plus grand nombre d'espèces, en particulier endémiques.

## Type de milieu
Les népenthès sont toutes des plantes tropicales poussant à une altitude variant entre le niveau de la mer et 3 250 m (Nepenthes lamii est l'espèce poussant à la plus haute altitude, en Nouvelle-Guinée). La plupart affectionnent les forêts humides et plutôt ouvertes. Certaines espèces comme Nepenthes ampullaria ou Nepenthes bicalcarata aiment les forêts très denses et ombragées, d'autres comme Nepenthes mirabilis ou Nepenthes rafflesiana poussent dans des milieux très ouverts, voire partiellement dégradés. Toutes par contre ont besoin d'une forte hygrométrie. Elles peuvent être terrestres ou épiphytes. Les espèces terrestres poussent dans des sols acides, pauvres en nutriments et souvent gorgés d'eau, comme la plupart des autres plantes carnivores.

## Histoire

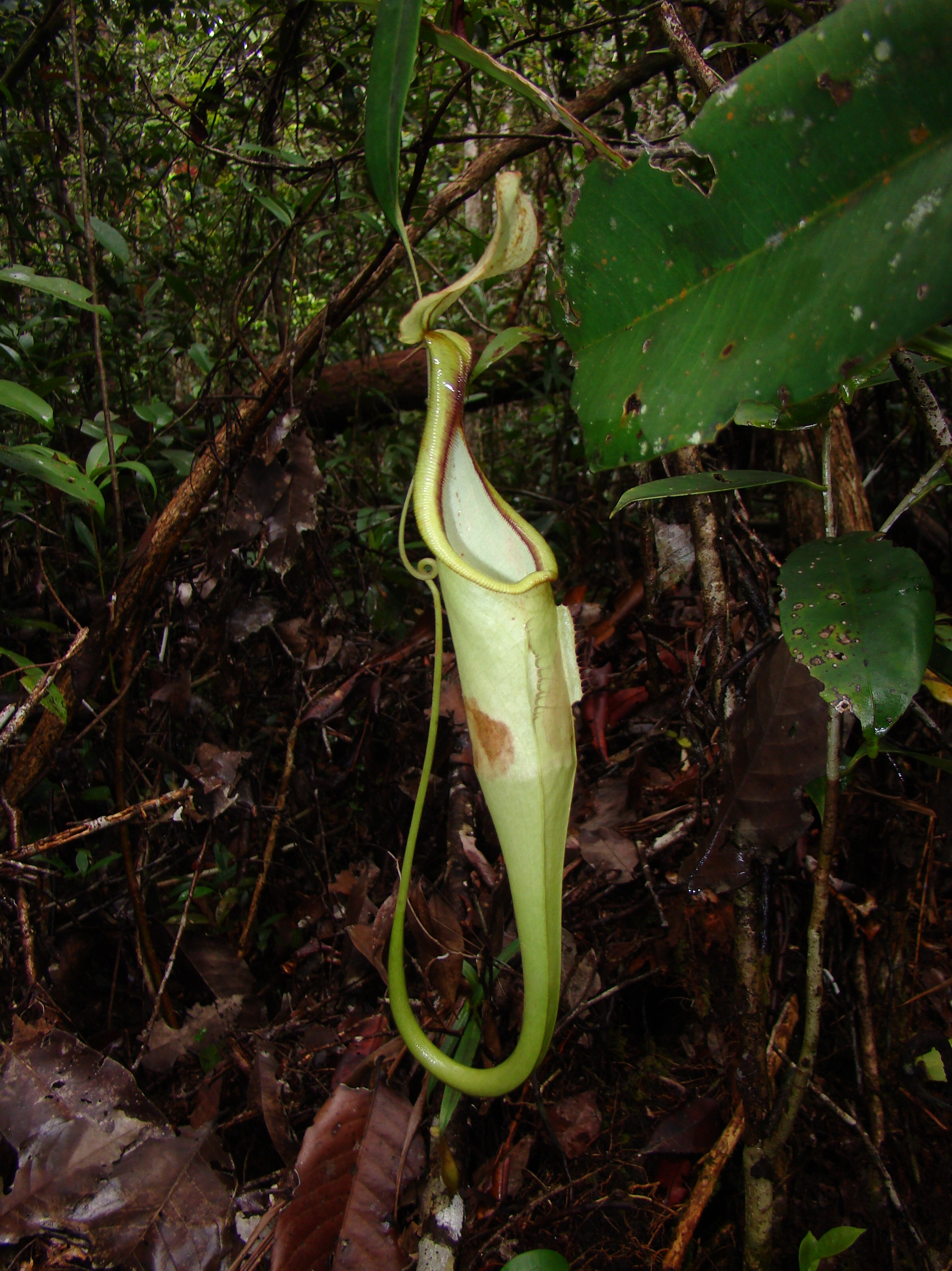
Exemple de mutualisme animal-plante dans lequel la Népenthès de Raffles reçoit des nutriments apportés par la chauve-souris.

Dès sa découverte par les Européens au milieu du XVIIe siècle, le genre Nepenthes a toujours suscité l'émerveillement. C'est l'un des genres de plantes carnivores à avoir une histoire botanique très riche. Rappelons que c'est le seul genre reconnu comme pouvant capturer de petits vertébrés, des rats ou des oisillons par exemple, ce qui contribua beaucoup à sa popularité, notamment artistique, à travers le monde.
La première espèce de Nepenthes découverte fut Nepenthes madagascariensis, décrite par le gouverneur français de l'île, Étienne de Flacourt, en 1658, sous le nom d'Amratico. Il évoqua alors une plante portant des fleurs concaves, ou des fruits ressemblant à de petits vases, chacun possédant son propre petit capuchon.
Carl Linnaeus décrit ensuite Nepenthes distillatoria endémique du Sri Lanka, d'abord à partir de spécimens desséchés. Euphorique, il pensa à Homère et à son Odyssée, dans laquelle Hélène se sert d'une drogue, nommée « népenthès (de) », pour alléger les peines des soldats. « Si ce n'est pas le Nepenthes d'Hélène, ça le sera pour tous les botanistes », dit-il (Hortus cliffortianus, 1738, 431). Nepenthes mirabilis fut l'espèce suivante, découverte par Georg Everhard Rumphius.
En 1737, Linné lui donne le nom de Nepenthes. Personne ne se doute encore que la plante était carnivore : on pense alors que les urnes servaient à recueillir l'eau de pluie, de manière à aider la plante à survivre aux périodes de sécheresse.
Au XVIIIe siècle, les Européens colonisent l'Asie du sud-est, et la curiosité botanique mêlée à un effet de mode fait s'élever des orangeraies dans tous les pays, bientôt suivies par les premières serres, de façon à pouvoir cultiver des plantes venues des colonies du monde entier.
C'est au XIXe siècle que l'intérêt pour ces plantes atteint son sommet. Les horticulteurs se multiplient, d'abord pour la production massive, et la vente de plantes rares à tous ceux qui peuvent s'offrir ce luxe. L'un des premiers, Loddiges nursery, en Angleterre, introduit Nepenthes khasiana sur le marché dès 1825. Ces maisons, parmi lesquelles James Veitch & Sons ou encore Low and Co. organisaient fréquemment des expéditions vers les terres lointaines, notamment en direction de l'île de Bornéo, où des plantes tropicales étaient récoltées : palmiers, orchidées, et aussi népenthès.
Les revues de botaniques contribuent également au succès du genre, présentant d'alléchantes fiches de cultures et œuvres d'artistes sur le genre Nepenthes.
De nouvelles espèces sont régulièrement découvertes.
Le docteur William Jack découvre en 1819 Nepenthes rafflesiana et Nepenthes ampullaria. Neuf espèces étaient connues en 1839, mais beaucoup d'autres allaient suivre: la maison Low décrivit Nepenthes lowii, Nepenthes rajah, Nepenthes villosa, Nepenthes edwardsiana.
L'invention d'un caisson en verre, clos et portatif, par Nathaniel Bagshaw Ward en 1833, qui permet la survie des espèces tropicales pendant leur acheminement par bateau vers les métropoles, permet l'importation plus massives de plantes exotiques. En 1845, la fin des taxes imposées sur le verre fait exploser le nombre de serres à travers toute l'Europe, dans un contexte de prospérité économique, et alors que les classes élevées donnent du prix à un certain goût pour la botanique.

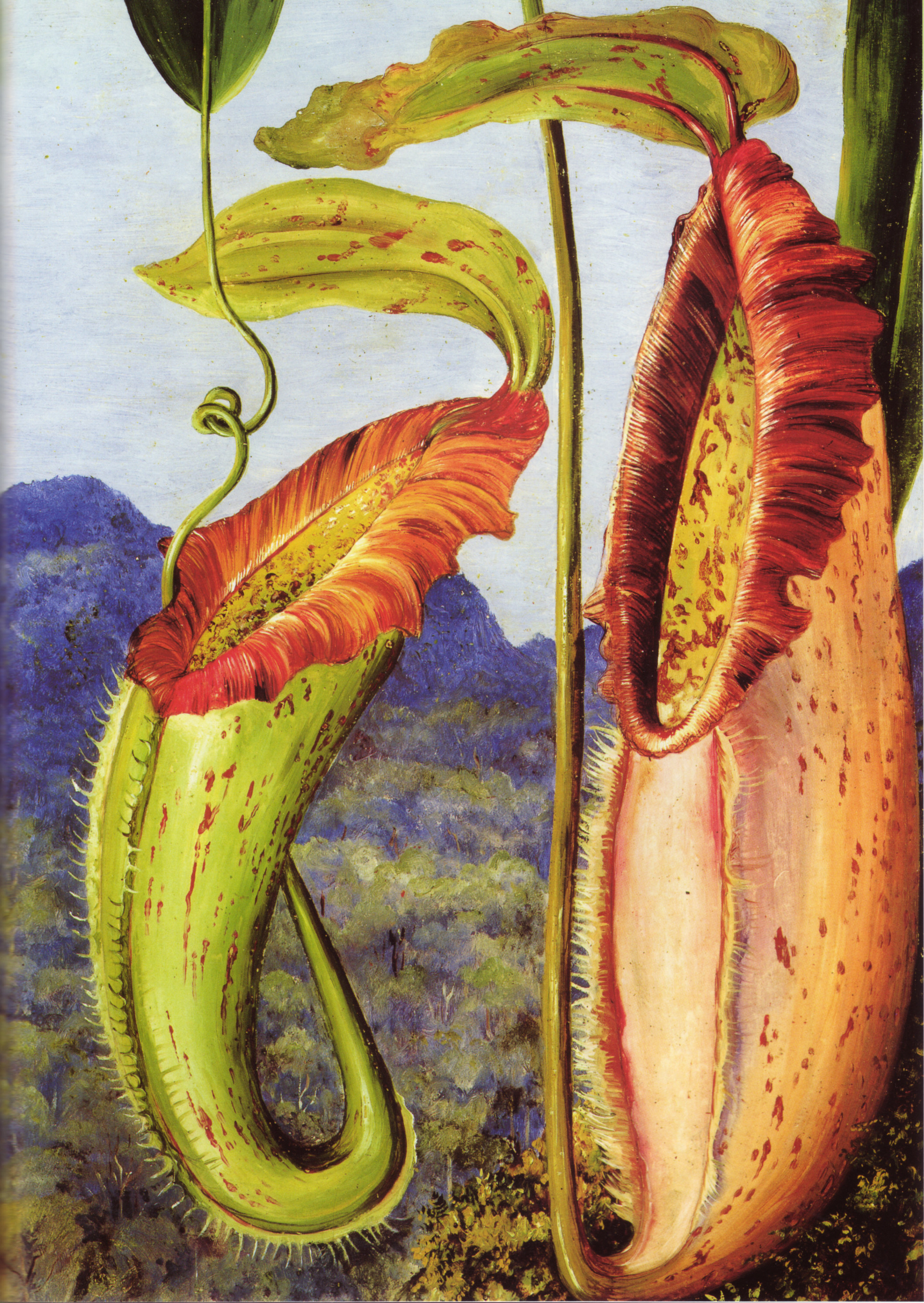
Nepenthes northiana, œuvre de Marianne North

Les népenthès reçoivent alors les noms d'éminents personnages de la botanique: Sir Stamford Raffles, qui s'empara de Singapour pour le compte de l'Angleterre et fonda le jardin botanique de Bogor en actuelle Indonésie (Nepenthes rafflesiana) ; C. G. C. Reinwardt, son assistant (Nepenthes reinwardtiana) ; Marianne North, illustratrice qui découvrit Nepenthes northiana ; Frederick Burbidge, ami de Veitch (Nepenthes burbidgeae).
À la fin du XIXe siècle, les népenthès sont devenus assez communs ; nombreux sont ceux qui maîtrisent leur culture. Posséder un népenthès vigoureux dans sa serre constitue un objet de fierté, et témoigne d'une certaine richesse. Des hybrides fantaisistes furent créés, et le genre gagnait à coup sûr des trophées aux concours horticoles. Les plus célèbres étaient les hybrides et espèces de l'époque victorienne, dominant par leur taille: Nepenthes sanguinae, Nepenthes maxima, N. × mixta, N. × coccinae.
Cinquante-huit espèces étaient connues en 1908. Près d'une centaine le sont au début du XXIe siècle.
Au XXe siècle, l'intérêt pour les plantes en serres devient moins ardent. Il faut attendre la seconde moitié de ce siècle pour que le genre conquière à nouveau l'intérêt des collectionneurs.
La nouvelle découverte en 2007 d'une espèce géante sur le Mont Victoria aux Philippines, Nepenthes attenboroughii, a relancé l'intérêt pour ces plantes carnivores.

## Culture
La culture des népenthès est assez délicate, hors d'une serre ou d'un climat tropical, car elles ont besoin de conditions recréant leur milieu naturel. Le manque d'humidité tout particulièrement est nuisible pour la production des urnes. Au niveau des températures, il y a deux groupes d'espèces :
- les espèces dites de plaines: entre 18-25 °C l'hiver et 25-35 °C l'été.
- les espèces dites de montagnes: Entre 10-18 °C l'hiver et 18-30 °C l'été.

Les températures données ci-dessus concernent l'Europe ou l'Amérique du Nord, où il existe des changements saisonniers de température, difficilement contrôlables même en serre, alors qu'en milieu tropical la température varie peu. Les népenthès exigent une hygrométrie comprise entre 70 et 95 % sauf pour certains hybrides plus tolérants. C'est un facteur très important pour leur bon développement. Le substrat doit toujours être humide, mais l'eau ne doit jamais y stagner car cela pourrait faire pourrir la plante. Le substrat doit être léger et très poreux, il y a différents mélanges qui peuvent être utilisés selon la plante, les espèces épiphytes préféreront de la fibre de coco ou de la sphaigne vivante. Le premier mélange est assez généraliste, à utiliser pour tous les népenthès :
- 50 % de sphaigne du chili, 20 % de sable grossier non calcaire, 15 % de vermiculite, 15 % de polystyrène.

Ce mélange est constitué de fibre de coco en grande partie, mais les matériaux seront plus difficiles à trouver:
- 70 % de fibre de coco, 10 % de gravier grossier non calcaire, 10 % d'écorces stabilisées, 10 % de polystyrène.

Ces plantes ont besoin d'une forte luminosité, mais pas de soleil direct.
Leur culture peut être facilitée par l'utilisation de pots spéciaux pouvant retenir l'eau pour la redistribuer ensuite à la plante (pots artstone/ lechuza )

## Espèces
| - Nepenthes adnata - Nepenthes adrianii - Nepenthes alata - Nepenthes albomarginata - Nepenthes ampullaria - Nepenthes anamensis - Nepenthes angasanensis - Nepenthes argentii - Nepenthes aristolochioides - Nepenthes attenboroughii - Nepenthes beccariana - Nepenthes bellii - Nepenthes benstonei - Nepenthes bicalcarata - Nepenthes bongso - Nepenthes boschiana - Nepenthes burbidgeae - Nepenthes burkei - Nepenthes campanulata - Nepenthes carunculata - Nepenthes clipeata - Nepenthes copelandii - Nepenthes danseri - Nepenthes deaniana - Nepenthes densiflora - Nepenthes diatas - Nepenthes distillatoria - Nepenthes dubia - Nepenthes edwardsiana - Nepenthes ephippiata - Nepenthes eustachya | - Nepenthes eymae - Nepenthes faizaliana - Nepenthes fusca - Nepenthes gaya - Nepenthes glabrata - Nepenthes glandulifera - Nepenthes globosa - Nepenthes gracilis - Nepenthes gracillima - Nepenthes gymnanphora - Nepenthes hamata - Nepenthes hirsuta - Nepenthes hispida - Nepenthes hurrelliana - Nepenthes inermis - Nepenthes insignis - Nepenthes izumiae - Nepenthes jacquelineae - Nepenthes junghuhnii - Nepenthes khasiana - Nepenthes klossii - Nepenthes lamii - Nepenthes lavicola - Nepenthes longifolia - Nepenthes lowii - Nepenthes macfarlanei - Nepenthes macrophylla - Nepenthes macrovulgaris - Nepenthes madagascariensis - Nepenthes mapuluensis | - Nepenthes masoalensis - Nepenthes maxima - Nepenthes merrilliana - Nepenthes mikei - Nepenthes mindanaoensis - Nepenthes mira - Nepenthes miranda - Nepenthes mirabilis - Nepenthes mollis - Nepenthes muluensis - Nepenthes murudensis - Nepenthes neoguineensis - Nepenthes northiana - Nepenthes ovata - Nepenthes paniculata - Nepenthes papuana - Nepenthes pervillei - Nepenthes petiolata - Nepenthes pectinata - Nepenthes philippinensis - Nepenthes pilosa - Nepenthes platychila - Nepenthes ramispina - Nepenthes rafflesiana - Nepenthes rajah - Nepenthes rebecca soper - Nepenthes reinwardtiana - Nepenthes rhombicaulis - Nepenthes rigidifolia (N. aptera) - Nepenthes rowanae - Nepenthes sanguinea | - Nepenthes saranganiensis - Nepenthes sibuyanensis - Nepenthes singalana - Nepenthes smilesii - Nepenthes spathulata - Nepenthes spectabilis - Nepenthes stenophylla - Nepenthes sumatrana - Nepenthes talangensis - Nepenthes tentaculata - Nepenthes tenuis - Nepenthes thorelii - Nepenthes tobaica - Nepenthes tomoriana - Nepenthes treubiana - Nepenthes truncata - Nepenthes veitchii - Nepenthes ventrata - Nepenthes ventricosa - Nepenthes vieillardii - Nepenthes villosa - Nepenthes vogelii - Nepenthes xiphioides |

## Illustrations

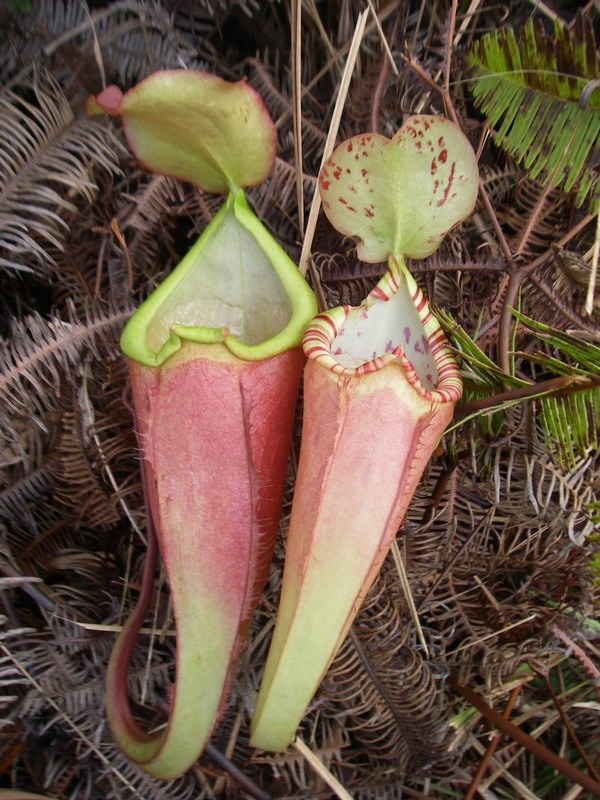
Nepenthes sumatrana en gros plan
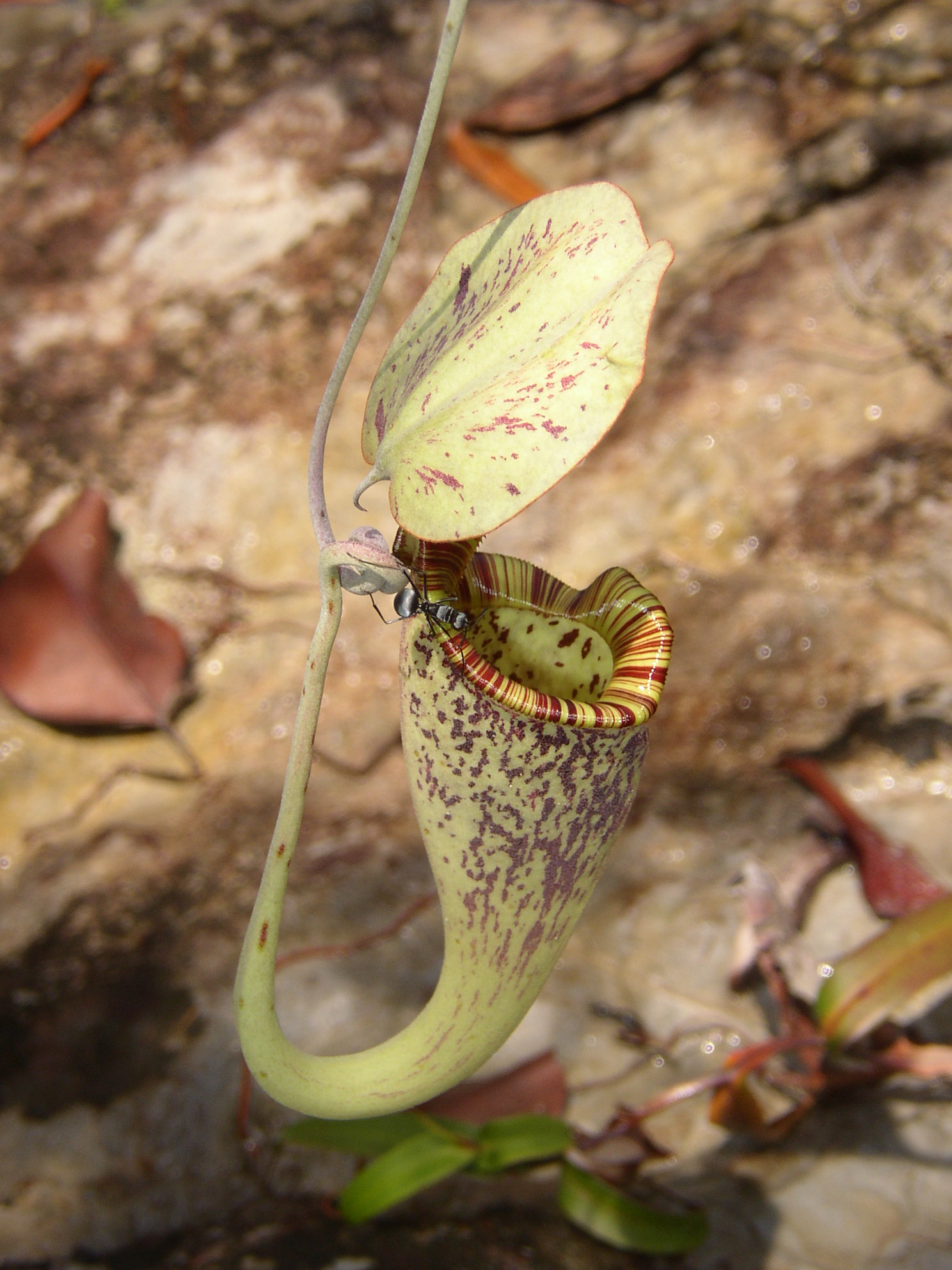
Une fourmi marchant sur une Nepenthes rafflesiana
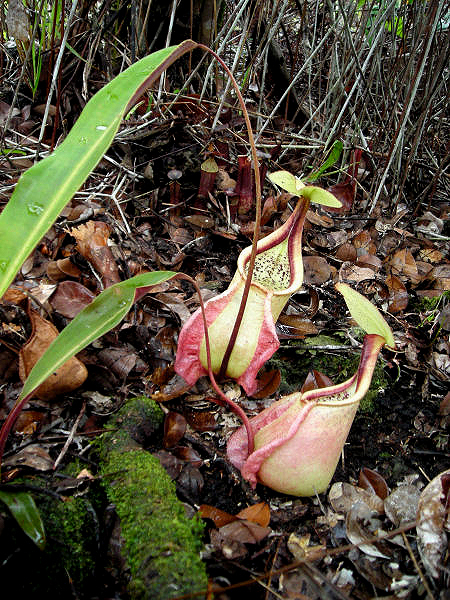
Nepenthes rafflesiana  var. nivea
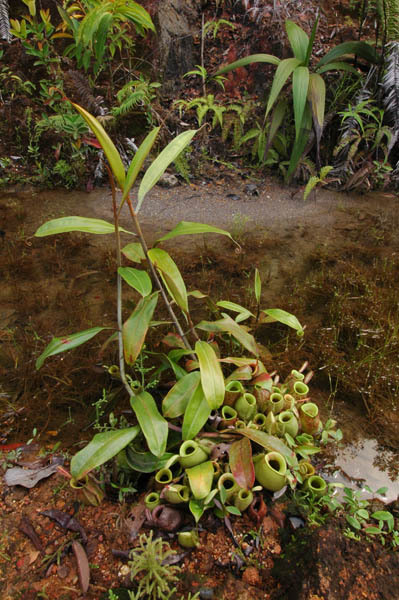
N. ampullaria
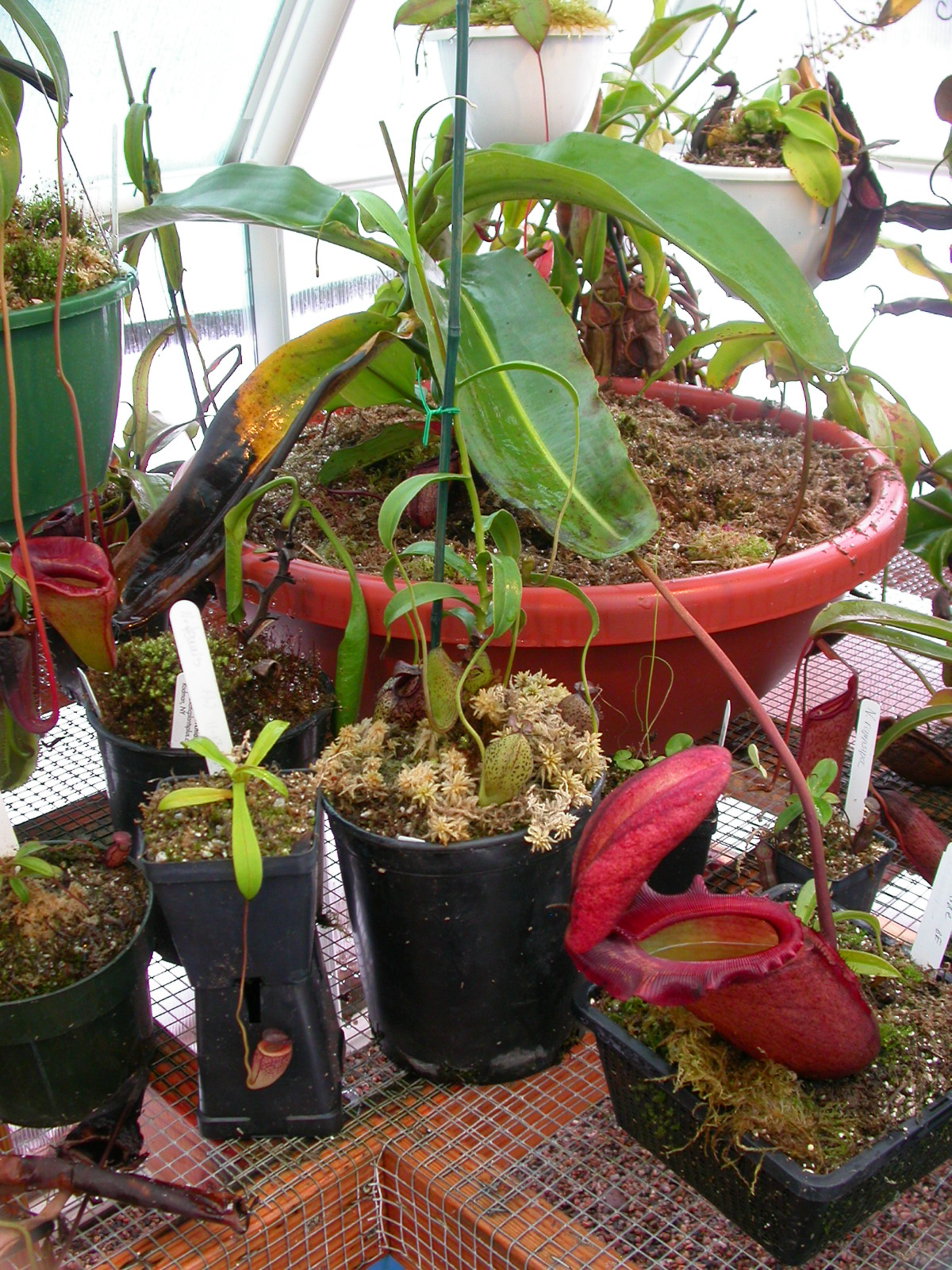
Culture de Nepenthes rajah et d'autres espèces
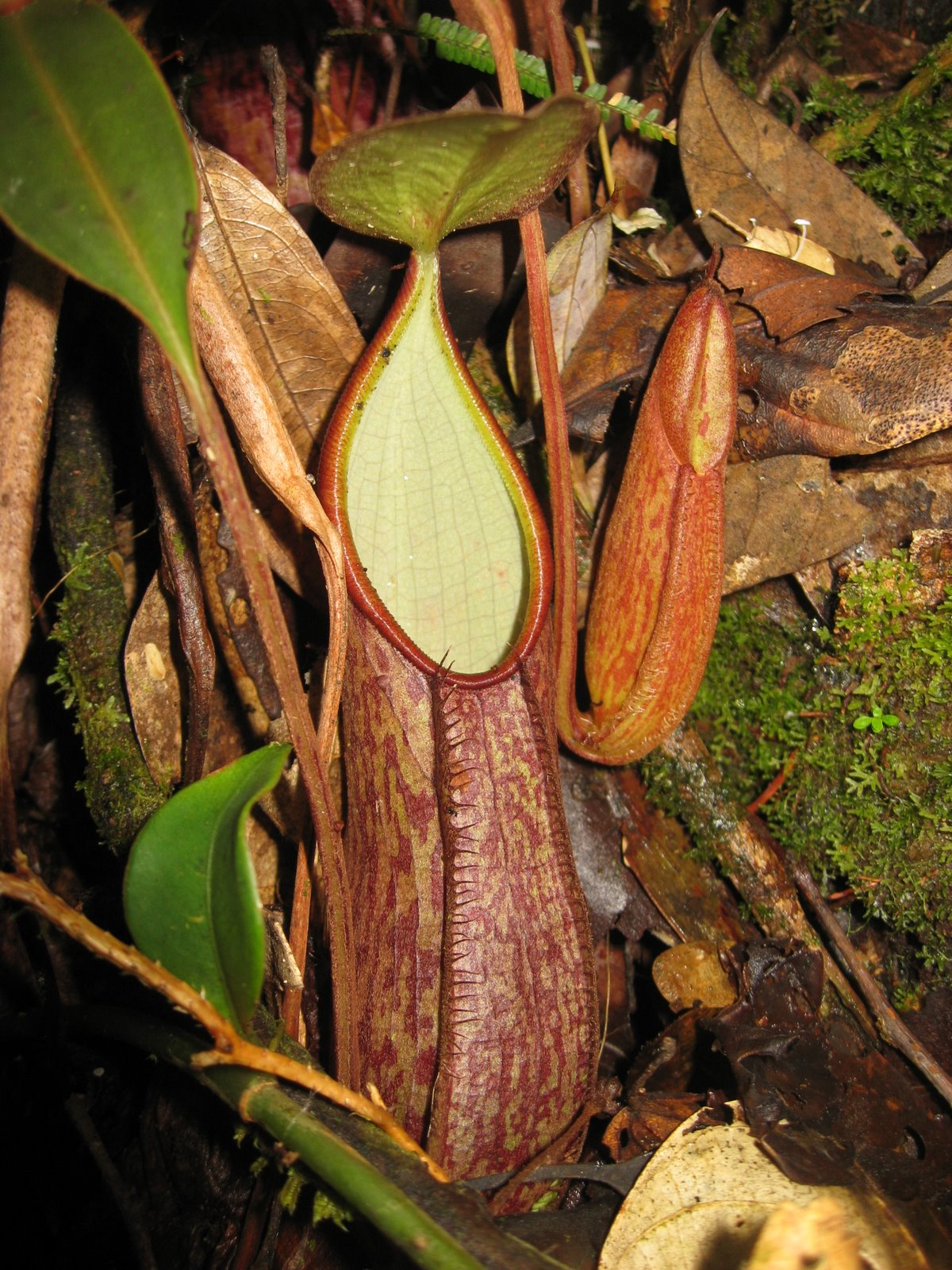
Nepenthes gymnanphora
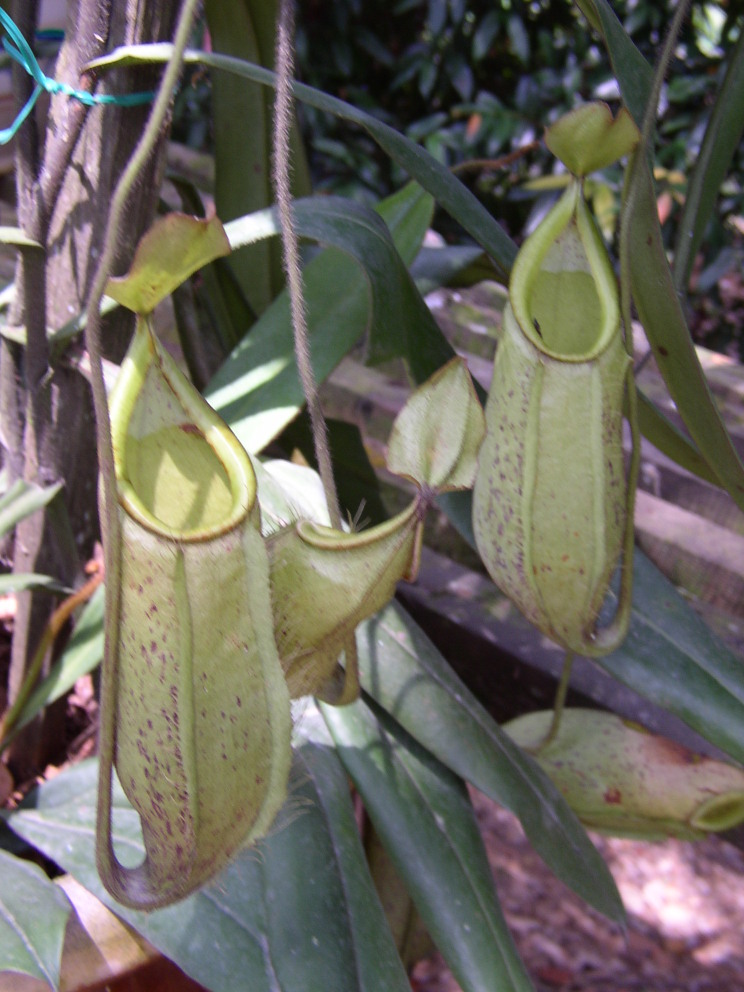
Nepenthes hirsuta
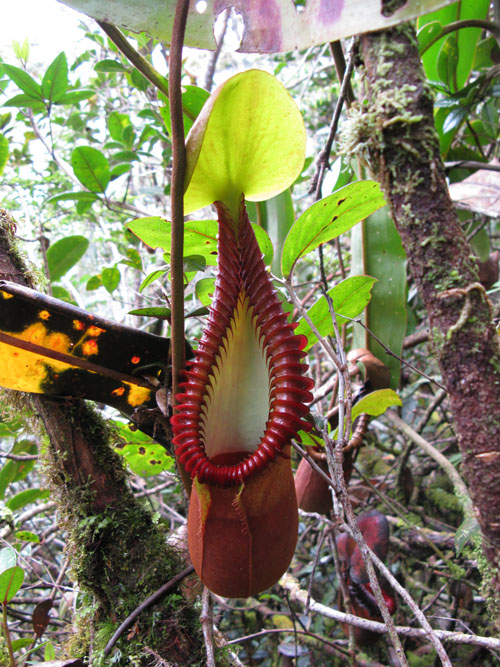
Nepenthes macrophylla

## Article anglophone
- How do plant waxes cause flies to slide? Experimental tests of wax-based trapping mechanisms in three pitfall carnivorous plants, Gaume, L., Perret, P., Gorb, E., Gorb, S., Labat, J. J., Rowe, N., Arthropod Structure & Development, 2004 (vol. 33) (n° 1), p. 103-111